# Marie Denarnaud
Marie Denarnaud (30 agosto 1978) è un'attrice francese.

## Biografia
Dopo aver frequentato il “Lycée Jules-Ferry” a Versailles, Marie Denarnaud ha conseguito studi di recitazione presso la rinomata accademia Cours Florent di Parigi nel 1999.

## Filmografia

### Cinema
- T'aime, regia di Patrick Sébastien (2000)
- Mia moglie è un'attrice (Ma femme est une actrice), regia di Yvan Attal (2001)
- Chaos, regia di Coline Serreau (2001)
- Corpi impazienti (Les Corps impatients), regia di Xavier Giannoli (2003)
- Nuit noire, regia di Daniel Colas (2004)
- Papa, regia di Maurice Barthélemy (2005)
- Akoibon, regia di Édouard Baer (2005)
- Foon, regia di Les Quiches (2005)
- Nos retrouvailles, regia di David Oelhoffen (2007)
- Les Liens du sang, regia di Jacques Maillot (2008)
- Les adoptés, regia di Mélanie Laurent (2011)
- Ouf, regia di Yann Coridian (2013)
- Une histoire banale, regia di Audrey Estrougo (2014)
- Respire, regia di Mélanie Laurent (2014)
- Marie Curie, regia di Marie Noëlle (2015)
- La Taularde, regia di Audrey Estrougo (2016)
- Paris la blanche, regia di Lidia Terki (2017)
- Plonger, regia di Mélanie Laurent (2017)
- La fête est finie, regia di Marie Garel-Weiss (2017)
- Joueurs, regia di Marie Monge (2018)
- Sola al mio matrimonio (Seule à mon mariage), regia di Marta Bergman (2018)
- Slalom, regia di Charlène Favier (2020)
- L'amore secondo Dalva (Dalva), regia di Emmanuelle Nicot (2022)

### Televisione
- Madame la Proviseur – serie TV, episodio 12 (2001)
- L'Apprentissage de la ville – film TV (2001)
- Le Marathon du lit – serie TV (2001)
- Suor Therese (Soeur Thérèse.com) – serie TV, 5 episodi (2001-2004)
- Penn sardines – film TV (2004)
- Lucile et le petit prince – film TV (2004)
- Une vie – film TV (2004)
- Le Mystère Alexia – film TV (2005)
- Nuit noire, 17 octobre 1961 – film TV (2005)
- Hautot père et fils – serie TV (2007)
- Le Réveillon des bonnes – miniserie TV (2007)
- Insieme appassionatamente (Merci, les enfants vont bien) – serie TV, 9 episodi (2007-2008)
- Les Vacances de Clémence – film TV (2008)
- La Dame de Monsoreau – miniserie TV (2009)
- Le Commissariat – film TV (2009)
- Fais danser la poussière – film TV (2010)
- Les Vivants et les Morts – serie TV (2010)
- Little Murders by Agatha Christie (Les Petits Meurtres d'Agatha Christie) – serie TV, episodio 1x08 (2011)
- La Vie en miettes – film TV (2011)
- Les Cinq parties du monde – film TV (2012)
- Le Grand Georges – film TV (2013)
- Toi que j'aimais tant – film TV (2014)
- L'Esprit de famille – film TV (2014)
- Couvre-feu – film TV (2014)
- Malaterra – serie TV (2015)
- Profiling (Profilage) – serie TV, episodio 7x03 (2016)
- Mystère à la tour Eiffel – film TV (2016)
- Je suis coupable – serie TV (2017)
- Tantale – serie TV (2017)
- Héroïnes – serie TV (2017)
- Mongeville – serie TV, episodio 17 (2018)
- Jonas – film TV (2018)
- La Malédiction du volcan – film TV (2019)
- Morgane - Detective geniale (HPI) – serie TV (2021-in produzione)
- L'Absente – miniserie TV (2021)
- Le 7 vite di Léa (Les 7 vies de Léa) – miniserie TV (2022)

### Cortometraggi
- Ça fait mal à mon cœur, regia di Stéphanie Noël (2004)
- Hollywood malgré lui, regia di Pascal-Alex Vincent (2004)
- Le Jour de ma mort, regia di Thierry de Peretti (2006)
- Affection, regia di Frédérick Vin (2007)
- Bébé, regia di Clément Michel (2008)
- La Librairie de Schrödinger, regia di Claire Vassé e Christophe Beauvais (2009)
- L'Essentiel féminin, regia di Sophie Guillemin  (2010)
- Pieds nus, regia di Jean-Luc Ormières e Aleksandra Szczepanowska (2012)
- Tant qu'il y aura des hommes!, regia di Vérane Frédiani (2013)
- Captif, regia di Gwendal Quistrebert (2013)
- Animal Serenade, regia di Béryl Peillard (2013)
- La Mort ne raconte pas d'histoires, regia di Chris Schepard (2013)
- En avant, calme et droit, regia di Julie-Anne Roth (2014)
- Néréides, regia di Jordane Oudin (2018)
- 19, regia di Marina Ziolkowski (2019)
- L'Âge tendre, regia di Julien-Gaspar Oliveri (2019)

### Video musicali
- Comme elle se donne di Jérôme Attal (2005)
- J'ai peur des filles di Benoit Carré (2012)
- The Light di HollySiz (2014)

## Teatrografia
- Le Donneur de bain de Dorine Hollier, regia di Dan Jemmett – Théâtre Marigny (2010)
- L’Amour, la mort, les fringues de Nora et Delia Ephron, regia di Danièle Thompson – Théâtre Marigny (2011)
- Contractions de Mike Bartlett, regia di Mélanie Leray ed Elina Löwensohn – Théâtre national de Bretagne, tournée (2012)
- J'aurai voulu être égyptien de ʿAlāʾ al-Aswānī, regia di Jean-Louis Martinelli – Théâtre Nanterre-Amandiers, tournée (2012)
- Contractions de Mike Bartlett, regia di Mélanie Leray – Théâtre de la Ville, tournée (2013)
- King Kong Théorie de Virginie Despentes, regia di Vanessa Larré – Théâtre National Populaire, Théâtre de l'Atelier (2017-2018)

## Doppiatrici italiane
- Emanuela Damasio in Morgane - Detective geniale[3]
- Perla Liberatori in Le 7 vite di Léa